# 大象寺塔
大象寺塔位于陕西省渭南市合阳县城东南杨家洼村，又称龙王庙塔、安阳塔，2003年被列为第四批陕西省文物保护单位，2013年被列为第七批全国重点文物保护单位。
大象寺毁于抗日战争期间，现仅存塔。大象寺塔建于宋代，为密檐式砖塔，实心，平面呈方形，底边长4.6米，共十三层，残高28米。塔身向东北方向倾斜已超过5度。